# HD 7082
HD 7082，又名CP-58 81，SAO 232324、HR 350，是一颗恒星，视星等为6.41，位于銀經298.05，銀緯-59.26，其B1900.0坐标为赤經1h 6m 2.5s，赤緯-58° -59.26′ 25″。